# L'Amérique a soif
Pour plus de détails, voir Fiche technique et Distribution.
L'Amérique a soif (See America Thirst) est un film américain en noir et blanc réalisé par William J. Craft, sorti en 1930.

## Synopsis
Slim et Wally sont pris pour des tueurs à gages et sont payés pour assassiner un bootlegger. Ils rencontrent la chanteuse de boîte de nuit Ellen, liée au bureau du Procureur de la République, qui les aide à convaincre le chef de gang de leur payer le double pour la protection. Tout se passe bien jusqu'à ce que les vrais tueurs à gages se présentent.

## Fiche technique
- Titre : L'Amérique a soif
- Titre original : See America Thirst
- Réalisation : William J. Craft
- Scénario : Jerry Horwin, Edward Ludwig, Vin Moore
- Producteur : Carl Laemmle
- Société de distribution : Universal Pictures
- Photographie : Arthur C. Miller
- Montage : Harry W. Lieb
- Musique : Sam Perry (version muette), Heinz Roemheld (version muette)
- Pays de production : États-Unis
- Langue : anglais
- Format : noir et blanc - 35 mm - 1.20:1 - Son : Mono (Western Electric Sound System)
- Genre : Comédie
- Durée : 75 min
- Dates de sortie 	
  - États-Unis : 23 novembre 1930
  - France : 22 janvier 1932

## Distribution
- Harry Langdon : Wally
- Slim Summerville : Slim
- Bessie Love : Ellen
- Mitchell Lewis : Screwy O'Toole
- Matthew Betz : Insect McGann
- Stanley Fields : Spumoni
- Lloyd Whitlock : O'Toole's Henchman
- Richard Alexander : McGann's Henchman
- Tom Kennedy : Shivering Smith
- Lew Hearn : l'inventeur
- LeRoy Mason : Attorney
- Walter Brennan : Spumoni Bodyguard (non crédité)
- Franklyn Farnum : maître de cérémonie (non crédité)
- Pat Harmon : serveur (non crédité)
- Tom London : Spumoni Hood (non crédité)

## À noter
- Dans le film, l'actrice Bessie Love présente au public américain un type de sandales qui sera plus tard connu sous le nom de "flip-flop" (en français : Tong).
- Le titre du film est une parodie de la comédie musicale de Cole Porter : See America First.